# Faro de Portopí
El faro de Portopí o Porto Pí, o también Torre de Señales de Portopí, es un faro situado en el barrio de Portopí, en la localidad de Palma de Mallorca, Islas Baleares, España. Comenzó a funcionar a comienzos del siglo XIV, siendo el segundo faro más antiguo de España, detrás de la Torre de Hércules, y el tercero del mundo, detrás del anterior y de la Linterna de Génova. Desde 1617 está en su emplazamiento actual.

## Historia
El faro aparece citado en un codicilo del testamento del rey Jaime II de Mallorca con fecha 12 de septiembre de 1300, conservado en la Biblioteca Nacional de París. El primitivo faro se encontraba en el lugar ocupado hoy por el Fuerte de San Carlos. En aquel tiempo el faro se encendía cada día desde el 8 de septiembre hasta Pentecostés. El faro estaba iluminado mediante pequeñas lámparas de chapa de hierro alojadas en un bastidor en el interior de la linterna y con mechas sostenidas por medio de corchos y alimentadas con aceite.
En 1612 se construye el Fuerte de San Carlos y pronto se vio la necesidad de trasladar el faro ya que el retumbar de los cañones rompía los cristales de éste. El faro se trasladó en 1617 a la Torre de Señales, edificio del siglo XV situado en el puerto, construyéndose un nuevo cuerpo octogonal sobre ella, llamada así porque su función era la de anunciar el número y tipo de barcos que entraban en el puerto, primero mediante un sistema de bolas negras y después con banderas que estuvo en activo hasta el año 1971. El faro seguía estando iluminado por lámparas de aceite y sólo se encendía estacionalmente.
Las primeras modificaciones importantes tienen lugar a comienzos del siglo XIX. En 1807 se instala un aparato óptico giratorio, con 14 lámparas y tres reflectores catóptricos parabólicos que daban una vuelta cada cinco minutos dando una característica de varios destellos de 10 segundos seguidos de un eclipse de minuto y medio.

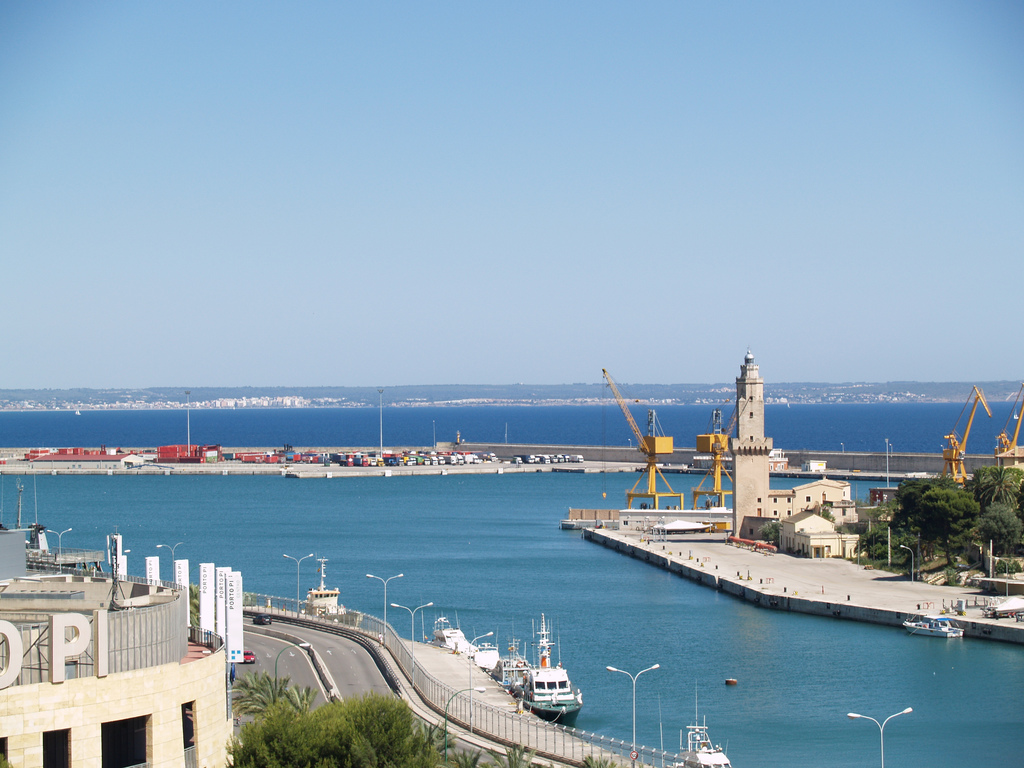
Vista del puerto de Palma de Mallorca. El faro de Portopí se puede ver a la derecha.

En 1893 se sustituye la óptica por una catadióptrica de lentes de Fresnel alimentados por aceite mineral, llamado parafina de Escocia, siendo su característica de luz blanca fija con eclipses aislados. En 1901 se sustituye la parafina por petróleo y en 1918 se electrifica.
En 1927 se sustituyó de nuevo la óptica del faro instalando de nuevo reflectores catóptricos iluminados con lámparas eléctricas, adoptando la característica que sigue manteniendo en la actualidad de dos destellos cada 15 segundos.
En 1958, el nuevo balizamiento previsto del puerto suponía el traslado del faro a una nueva ubicación en el dique oeste del puerto manteniendo la característica. Este cambio se llevó a efecto el 24 de agosto de 1972. La Junta del Puerto hizo vehemente defensa de la permanencia del faro en la Torre de Señales defendiendo su valor histórico, lo que fue atendido volviéndose a encender en 1974.
La Torre de Señales fue declarada Monumento Histórico-Artístico el 14 de agosto de 1983. Es, por tanto, bien de interés cultural con la categoría de monumento. Desde 2004 permanece abierta en un edificio anexo al faro una exposición de equipos de señales marítimas en desuso recogidos en los faros de Baleares.

## Características
El faro emite una luz blanca en grupos de dos destello en un ciclo de 15 segundos, limitado al sector entre 327º - 040º, entre Cabo Regana y Punta Cala Figuera. Su alcance nominal nocturno es de 22 millas náuticas.